# Unione Sportiva Rivarolese 1949-1950
Questa voce raccoglie le informazioni riguardanti l'Unione Sportiva Rivarolese nelle competizioni ufficiali della stagione 1949-1950.

## Stagione
Il salto di categoria è elevato, ma la Rivarolese non è debole. Solo un finale drammatico la costringe a retrocedere con Luino, Asti, Vogherese, Pro Lissone e Parabiago. L'annata comunque lancia definitivamente un giovane Ermanno Righetto che balzerà prepotentemente negli anni a seguire in Serie A. 

### Rivarolese-Asti 2-0 (25/02/1950)
È un momento felice nonostante la retrocessione della squadra in quanto l'organigramma è valido e con pochi ritocchi si può ritentare la scalata. Nel frattempo vengono convocati a Torino per un provino addirittura cinque giocatori come si può leggere nel tabellino dell'epoca:

### Cinque Rivarolesi in prova al Torino
Nel pomeriggio di oggi sul campo dei campioni d'Italia verranno provati dai tecnici del Torino cinque giocatori della Rivarolese e precisamente: Scalamera, Verdacchi, Righetto, Castello e Soraggi.

## Organigramma societario
- Presidente: Domenico Bolloni
- Allenatore: Giuseppe Traverso

## Rosa
| N. |                   | Ruolo | Calciatore   |
| -- | ----------------- | ----- | ------------ |
|    | Italia (bandiera) | D     | F. Abiant    |
|    | Italia (bandiera) | A     | A. Castello  |
|    | Italia (bandiera) | P     | A. Cavo      |
|    | Italia (bandiera) | A     | G. Etrusco   |
|    | Italia (bandiera) | D     | M. Gatti     |
|    | Italia (bandiera) | A     | B. Guerra    |
|    | Italia (bandiera) | C     | E. Guglielmo |
|    | Italia (bandiera) | A     | A. Paci      |

| N. |                   | Ruolo | Calciatore        |
| -- | ----------------- | ----- | ----------------- |
|    | Italia (bandiera) | A     | La Penna          |
|    | Italia (bandiera) | D     | A. Palonbella     |
|    | Italia (bandiera) | C     | G. Pedrani        |
|    | Italia (bandiera) | A     | Ermanno Righetto  |
|    | Italia (bandiera) | C     | A. Schiappapietra |
|    | Italia (bandiera) | C     | A. Soraggi        |
|    | Italia (bandiera) | C     | F. Verdacchi      |
|    | Italia (bandiera) | A     | Andrea Verrina    |

## Risultati

### Serie C

#### Girone di andata
| - - 1ª giornata | Rivarolese | 2 – 0 | Casale |  |

| - - 2ª giornata | Varese | 1 – 2 | Rivarolese |  |

| - - 3ª giornata | Rivarolese | 3 – 1 | Villasanta |  |

| - - 4ª giornata | Rivarolese | 2 – 4 | Sanremese |  |

| - - 5ª giornata | Luino | 2 – 0 | Rivarolese |  |

| - - 6ª giornata | Sestrese | 3 – 2 | Rivarolese |  |

| - - 7ª giornata | Rivarolese | 1 – 1 | Pro Vercelli |  |

| - - 8ª giornata | Rivarolese | 2 – 2 | Pavia |  |

| - - 9ª giornata | Biellese | 1 – 2 | Rivarolese |  |

| - - 10ª giornata | Savona | 2 – 1 | Rivarolese |  |

| - - 11ª giornata | Rivarolese | 3 – 3 | Parabiago |  |

| - - 12ª giornata | Asti | 1 – 1 | Rivarolese |  |

| - - 13ª giornata | Gallaratese | 2 – 1 | Rivarolese |  |

| - - 14ª giornata | Rivarolese | 2 – 2 | Monza |  |

| - - 15ª giornata | Seregno | 4 – 0 | Rivarolese |  |

| - - 16ª giornata | Vogherese | 0 – 0 | Rivarolese |  |

| - - 17ª giornata | Rivarolese | 4 – 2 | Mortara |  |

| - - 18ª giornata | Fossanese | 2 – 0 | Rivarolese |  |

| - - 19ª giornata | Rivarolese | 3 – 0 | Crema |  |

| - - 20ª giornata | Omegna | 1 – 1 | Rivarolese |  |

| - - 21ª giornata | Rivarolese | 5 – 1 | Pro Lissone |  |

#### Girone di ritorno
| - - 22ª giornata | Casale | 1 – 0 | Rivarolese |  |

| - - 23ª giornata | Rivarolese | 1 – 1 | Varese |  |

| - - 24ª giornata | Villasanta | 2 – 1 | Rivarolese |  |

| - - 25ª giornata | Sanremese | 3 – 0 | Rivarolese |  |

| - - 26ª giornata | Rivarolese | 2 – 0 | Luino |  |

| - - 27ª giornata | Rivarolese | 1 – 0 | Sestrese |  |

| - - 28ª giornata | Pro Vercelli | 2 – 0 | Rivarolese |  |

| - - 29ª giornata | Pavia | 5 – 0 | Rivarolese |  |

| - - 30ª giornata | Rivarolese | 1 – 0 | Biellese |  |

| - - 31ª giornata | Rivarolese | 4 – 1 | Savona |  |

| - - 32ª giornata | Parabiago | 3 – 0 | Rivarolese |  |

| - - 33ª giornata                                        | Rivarolese | 2 – 0 | Asti |  |
| \| \| \| \| \| Pace 23’ Castello 29’ \| Marcatori \| \| |            |       |      |  |
|                                                         |            |       |      |  |
| Pace 23’ Castello 29’                                   | Marcatori  |       |      |  |

| - - 34ª giornata | Rivarolese | 1 – 1 | Gallaratese |  |

| - - 35ª giornata | Monza | 3 – 1 | Rivarolese |  |

| - - 36ª giornata | Rivarolese | 0 – 1 | Seregno |  |

| - - 37ª giornata | Rivarolese | 5 – 1 | Vogherese |  |

| - - 38ª giornata | Mortara | 4 – 1 | Rivarolese |  |

| - - 39ª giornata | Rivarolese | 6 – 2 | Fossanese |  |

| - - 40ª giornata | Crema | 1 – 0 | Rivarolese |  |

| - - 41ª giornata | Rivarolese | 0 – 0 | Omegna |  |

| - - 42ª giornata | Pro Lissone | 1 – 0 | Rivarolese |  |

## Statistiche

### Statistiche di squadra
| Competizione | Punti | In casa | In casa | In casa | In casa | In casa | In casa | In trasferta | In trasferta | In trasferta | In trasferta | In trasferta | In trasferta | Totale | Totale | Totale | Totale | Totale | Totale | DR |
| Competizione | Punti | G       | V       | N       | P       | Gf      | Gs      | G            | V            | N            | P            | Gf           | Gs           | G      | V      | N      | P      | Gf     | Gs     | DR |
| ------------ | ----- | ------- | ------- | ------- | ------- | ------- | ------- | ------------ | ------------ | ------------ | ------------ | ------------ | ------------ | ------ | ------ | ------ | ------ | ------ | ------ | -- |
| Serie C      | 36    | 21      | 12      | 7       | 2       | 50      | 23      | 21           | 1            | 3            | 17           | 12           | 43           | 42     | 13     | 10     | 19     | 62     | 66     | -4 |
| Totale       |       | 21      | 12      | 7       | 2       | 50      | 23      | 21           | 1            | 3            | 17           | 12           | 43           | 42     | 13     | 10     | 19     | 62     | 66     | -4 |